# Friedrich Arnold (homme politique)
Pour les articles homonymes, voir Friedrich Arnold et Arnold.
Friedrich Arnold (né le 17 mai 1912 à Marienbad et mort le 29 juillet 1969 à Amberg) est un homme politique allemand (CSU).

## Carrière
Arnold, qui travaille comme directeur d'études à Amberg, demande son adhésion au NSDAP le 18 décembre 1938 et est admis avec effet rétroactif au 1er novembre (numéro d'adhérent 6 663 031),. Après la guerre, il est membre du Landtag de Bavière de novembre 1958 jusqu'à peu de temps avant sa mort.

## Prix
- 1952 : Prix culturel Nordgau de la ville d'Amberg (de) dans la catégorie "Promotion Nordgau"